# Polesine Parmense
Polesine Parmense ist eine Fraktion der italienischen Gemeinde (comune) Polesine Zibello in der Provinz Parma, Region Emilia-Romagna.

## Geographie
Polesine Parmense liegt etwa 31,5 Kilometer nordwestlich von Parma am rechten Po-Ufer in unmittelbarer Nähe zu den Provinzen Cremona (Lombardei) und Piacenza. Die Einwohner werden Polesinesi genannt.

## Geschichte
Die Gemeinde Polesine Parmense schloss sich am 1. Januar 2016 mit Zibello zur neuen Gemeinde Polesine Zibello zusammen. Die Gemeinde hatte 1465 Einwohner (Stand 31. Dezember 2013) und eine Fläche von 25 km². Sie bestand aus den Fraktionen Ardella, Ardola, La Motta, Ongina, Santa Croce, Vidalenzo, und Santa Franca. Schutzpatron Polesine Parmenses ist San Vito.

## Persönlichkeiten
- Carlo Bergonzi (1924–2014), Tenor
- Alberto Costa (1873–1950), Bischof von Lecce, in Santa Croce geboren
- Oberto Pallavicino (vermutlich 1197–1269), Condottiere, in Polesine Parmense vermutlich geboren
- Rannuzio Pallavicino (1632–1712), Kardinal der Römischen Kirche